# Pareugyrioides
Pareugyrioides is een geslacht uit de familie Molgulidae en de orde Stolidobranchia uit de klasse der zakpijpen (Ascidiacea).

## Soorten
- Pareugyrioides arnbackae (Millar, 1960)
- Pareugyrioides chardyi Monniot C. & Monniot F., 1977
- Pareugyrioides dalli (Ritter, 1913)
- Pareugyrioides digitus Monniot C., 1997
- Pareugyrioides exigua (Kott, 1972)
- Pareugyrioides flagrifera (Sluiter, 1904)
- Pareugyrioides galatheae (Millar, 1959)
- Pareugyrioides longipedata (Sluiter, 1904)
- Pareugyrioides macquariensis Kott, 1954
- Pareugyrioides macrentera (Millar, 1962)
- Pareugyrioides vannamei Monniot C., 1970

Nomen dubium:
- Pareugyrioides japonica (Oka, 1929)

Niet geaccepteerde soorten:
- Pareugyrioides bostrychobranchus Redikorzev, 1941 → Pareugyrioides dalli (Ritter, 1913)
- Pareugyrioides filholi (Pizon, 1898) → Paramolgula filholi (Pizon, 1898)
- Pareugyrioides japonica Hartmeyer, 1914 → Eugyra glutinans (Moeller, 1842)